# Бристольська затока (Берингове море)
Бристольська затока (англ. Bristol Bay) — затока Берингового моря, розташована біля південно-західного берега Аляски, США.
Вдається на 320 кілометрів вглиб узбережжя, вхід шириною 480 км розташований між мисом Невенхам з півночі і південним краєм півострова Аляска. Глибина становить 27-84 м, судноплавство обмежене невеликими рибальськими судами. У затоку впадають річки Тогіак, Нушагак, Квічак (що випливає з озера Іліамна) і Угашік.
З листопада по березень-квітень затока вкрита плавучими льодами. Припливи неправильні півдобові, висотою до 3,7 м. В акваторії затоки розвинений рибний промисел — нерка, кета, кижуч, чавича — в сезон, тріска, камбала, вугільна риба та ін.
Бристольськи затоки була відкрита Джеймсом Куком в липні 1778 року і названа на честь графа Бристольського Огастеса Джона Герві.